# Nižná Slaná
Pour les articles homonymes, voir Slana.
Nižná Slaná (allemand : Niedersalz, est un village de Slovaquie situé dans la région de Košice.

## Histoire
Première mention écrite du village en 1360.

## Démographie

### Évolution de la population
| Année:               | 1994. | 2004.    | 2014.   | 2024.   |
| -------------------- | ----- | -------- | ------- | ------- |
| Nombre de personnes: | 1073  | 1207     | 1247    | 1240    |
| Différence:          |       | +12,48 % | +3,31 % | -0,56 % |

| Année:               | 2023. | 2024.   |
| -------------------- | ----- | ------- |
| Nombre de personnes: | 1248  | 1240    |
| Différence:          |       | -0,64 % |